# ليون (فلم 2016)
ليون (بالإنجليزية: Lion) هو فيلم دراما أُصدر في 10 سبتمبر 2016، و23 فبراير 2017، في ألمانيا. وقد أخرجه غارث ديفيس ‏، وكَتَب السيناريو لوك ديفيس

## القصة
تدور أحداث الفيلم عن طفل هندي في الخامسة من عمره يتوه في شوارع (بنجلاديش)، والتي تبعد آلاف الأميال عن منزله، يكافح ويواجه العديد من التحديات إلى أن يتبناه زوجيّن من أستراليا، وبعد خمسة وعشرين عامًا من تبنيه، فيخرج للبحث عن عائلته المفقودة في غلاسك
.

## طاقم التمثيل
- ديف باتل، بدور سارو بريرلي
- نواز الدين صديقي
- Priyanka Bose [الإنجليزية]‏
- تانيسهثا شاترجي
- ديفيد وينهام
- نيكول كيدمان
- روني مارا
- ديبتي نافال

## الإنتاج

### التصوير
صوّر الفيلم في كلكتا، ملبورن وهوبارت، وكان كريغ فرازير مديرًا لتصوير الفيلم.

### الموسيقى
موسيقى الفيلم التصويرية من تلحين داستن أوهالوران.

## الاستقبال

### الجوائز والترشيحات
الجوائز
- جائزة آكتا الدولية لأفضل ممثل مساعد  [لغات أخرى]‏، الفائز: ديف باتل (8 يناير 2017)[3]
- جائزة آكتا الدولية لأفضل ممثلة مساعدة  [لغات أخرى]‏، الفائز: نيكول كيدمان (8 يناير 2017).[3]

الترشيحات
- جائزة الغولدن غلوب لأفضل فيلم - دراما، المُرشَّح: ليون، في: حفل جوائز الغولدن غلوب الرابع والسبعون (8 يناير 2017)[4]

## وصلات خارجية
- مقالات تستعمل روابط فنية بلا صلة مع ويكي بيانات

لا توجد روابط لمواقع التواصل الاجتماعي.